# Marija Andriejewa
Marija Fiodorowna Andriejewa, ros. Мари́я Фёдоровна Андре́ева, wł. Marija Fiodorowna Jurkowska (ur. 22 czerwca?/4 lipca 1868 w Sankt Petersburgu, zm. 8 grudnia 1953 w Moskwie) – rosyjska aktorka i działaczka polityczna.

## Rodzina
Ojcem Marii był Fiodor Fiodorow-Jurkowski dyrektor i główny reżyser Teatru Aleksandryjskiego w Petersburgu, a matką aktorka Marija Jurkowska. Po ukończeniu gimnazjum kontynuowała naukę w szkole teatralnej. W wieku 15 lat pozowała Ilji Riepinowi do ilustracji do „Gościa kamiennego” Aleksandra Puszkina. Wyszła za mąż za starszego do niej o 18 lat kontrolera kolei żelaznych Andrieja Żelabużskiego. Mieli dwoje dzieci: Jurija (ur. 1888) reżysera filmowego i Jekatierinę (ur. 1894).

## Kariera
Po raz pierwszy wystąpiła na scenie w wieku 18 lat w Kazaniu. Po przeprowadzce wraz z mężem do Gruzji zaczęła od 1886 występować w teatrze w Tyflisie. Po powrocie do Moskwy zaczęła występować w Moskiewskim Towarzystwie Sztuki i Literatury pod kierunkiem Konstantina Stanisławskiego. Na zawodowej scenie debiutowała 15 grudnia 1894. W ciągu trzech lat wystąpiła w 11 rolach. Później Stanisławski i Andriejewa występowali wspólnie w Moskiewskim Akademickim Teatrze Artystycznym (MChAT). Z tym teatrem związane jest 7 lat jej największej aktywności (1898—1905). W tym czasie zagrała 15 głównych ról w sztukach Czechowa, Gorkiego, Ostrowskiego, Hauptmanna, Ibsena i Szekspira. Stanisławski powierzył jej również zajmowanie się sprawami administracyjnymi i finansowymi teatru. Jej małżeństwo rozpadło się, a aktorka wdała się w burzliwy romans z bogatym kupcem Sawwą Morozowem.

## Związek z Maksimem Gorkim

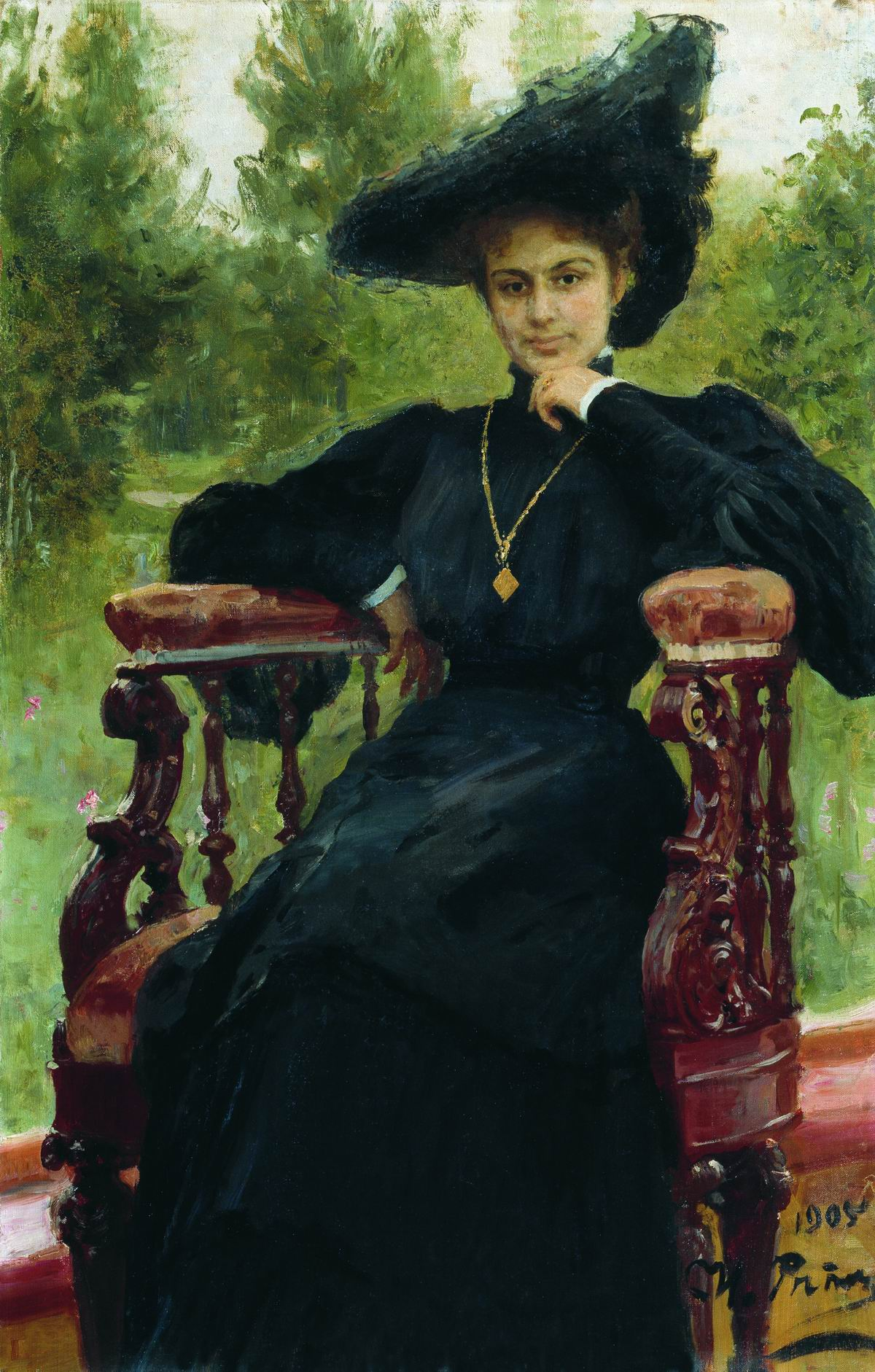
Portret aktorki pędzla Riepina 1905

Gorkiego poznała wiosną 1900 w Sewastopolu, dokąd wraz z teatrem MChAT przyjechała, by pokazać Antonowi Czechowowi inscenizację jego dramatu „Mewa”. W 1903 porzuciła rodzinę, zostając sekretarzem literackim Gorkiego. Para wzięła ślub cywilny. W tym czasie zainteresowała się ideologią marksistowską, wstąpiła do Socjaldemokratycznej Partii Robotniczej Rosji. Tłumaczyła również z niemieckiego Kapitał Karola Marksa.
W 1906 wyjechali z Rosji, by podróżować po USA, a następnie osiedlili się na Capri we Włoszech.

## W służbie Partii i Rewolucji
W rewolucjach lutowej i październikowej nie brała aktywnego udziału, jednak po rewolucji lutowej, gdy nowe władze poszukiwały nowych kadr, została Przewodniczącą Departamentu Sztuki i Edukacji Piotrogradzkiej Dumy Miejskiej. Po rewolucji październikowej została Komisarzem Teatrów i Cyrków w Piotrogrodzie i pięciu sąsiednich guberniach. Znowu zwróciła uwagę na polityczne zapatrywania Gorkiego. Jako pełnomocnik finansowy bolszewików pomagała zbierać fundusze na działalność. Za zasługi i biegłość na tym polu Lenin nazwał ją „Towarzyszem Fenomenem”, co stało się jej partyjnym pseudonimem. W 1918 po rozwiązaniu Dumy kierowała teatralnym oddziałem Piotrogrodzkiego Sowietu i całkowicie poświęciła się pracy partyjnej, co odbiło się na jej stosunkach z Gorkim. W 1919 jej miejsce u boku pisarza, początkowo również jako sekretarz zajęła 27-letnia baronessa Marija Zakriewska-Benkendorf. Andriejewa nigdy nie przebaczyła tego ani Gorkiemu ani sobie. W 1921 Gorki, z inicjatywy Grigorija Zinowjewa i radzieckich służb specjalnych, został wysłany na emigrację. Andriejewa, wraz ze swoim kochankiem Kriuczkowem wkrótce podążyła do Berlina za swoim mężem, by „nadzorować jego polityczne zachowania i kontrolować wydatki”. Dzięki swoim wpływom we władzach radzieckich Kriuczkow została naczelnym redaktorem sowieckiego wydawnictwa „Mieżdunarodnaja kniga”. W ten sposób Kriuczkow został faktycznym wydawcą dzieł Gorkiego za granicą i pośrednikiem między pisarzem i radzieckimi pismami i wydawcami. Dzięki temu Andriejewa i Kriuczkow mogli w pełni kontrolować niemałe dochody pisarza. W 1938 Kriuczkow został aresztowany i rozstrzelany po tym, jak wziął na siebie winę za śmierć Gorkiego.
Po powrocie do Związku Radzieckiego Andriejewa rozstała się z Kriuczkowem i zajęła działalnością teatralną. Już w 1919 z rekomendacji Leonida Krasina i Maksima Gorkiego została Komisarzem komisji ekspertów Narkomwniesztorga w Piotrogrodzie. Była jedną z inicjatorek założenia Wielkiego Teatru Dramatycznego. Na jego scenie powróciła na 7 lat (1919-1926) do aktorstwa.
W 1926 znowu została skierowana służbowo do Berlina jako szefowa artystyczno-przemysłowego oddziału radzieckiej misji handlowej w Niemczech. Jej zadaniem było zdobywanie walut niezbędnych do pospiesznej industrializacji ZSRR, w tym sprzedaży dóbr zagrabionych wrogim klasowo elementom i złota pochodzącego z niszczonych cerkwi. Po powrocie w 1928 nie występowała już na scenie. Została zastępcą dyrektora przedsiębiorstwa „Kunsteksport”. Od 1931 do 1948 była dyrektorem Domu Uczonych, gdzie prowadziła wykłady o Gorkim.
Za swoją działalność organizacyjną została odznaczona Orderem Lenina i Orderem Czerwonego Sztandaru Pracy.
Zmarła 8 grudnia 1953 i została pochowana na Cmentarzu Nowodziewiczym w Moskwie.